# Campionat del món d'escacs femení de 1972
El campionat del món d'escacs femení de 1975 fou guanyat per Nona Gaprindaixvili, qui va defensar amb èxit el seu títol contra l'aspirant Alla Kushnir. Aquest fou el tercer (i darrer) matx consecutiu pel títol entre aquestes dues dones, les millors escaquistes del seu temps.

## Torneig Interzonal, 1971
Per primer cop, el cicle femení es va disputar amb les mateixes fases que el masculí. Es va disputar un torneig Interzonal a Ohrid el maig de 1971, amb les millors jugadores de cada Zona de la FIDE, amb un total de 18 participants. Les tres primeres es classificarien pel Torneig de Candidates.
|    | Jugadora                               | 1 | 2 | 3 | 4 | 5 | 6 | 7 | 8 | 9 | 10 | 11 | 12 | 13 | 14 | 15 | 16 | 17 | 18 | Punts | Desempat |
| -- | -------------------------------------- | - | - | - | - | - | - | - | - | - | -- | -- | -- | -- | -- | -- | -- | -- | -- | ----- | -------- |
| 1  | Nana Aleksàndria (Unió Soviètica)      | - | 0 | ½ | 1 | 1 | ½ | ½ | 1 | ½ | 0  | 1  | 1  | 1  | 1  | 1  | 1  | 1  | 1  | 13    |          |
| 2  | Milunka Lazarević (Iugoslàvia)         | 1 | - | 0 | ½ | 0 | 1 | 0 | ½ | 1 | 1  | ½  | 1  | 1  | ½  | 1  | 1  | 1  | 1  | 12    | 91.75    |
| 3  | Tatiana Zatulovskaya (Unió Soviètica)  | ½ | 1 | - | 0 | ½ | ½ | ½ | ½ | ½ | ½  | 1  | 1  | ½  | 1  | 1  | 1  | 1  | 1  | 12    | 91.25    |
| 4  | Natalia Konopleva (Unió Soviètica)     | 0 | ½ | 1 | - | 1 | ½ | 1 | 0 | ½ | 1  | 0  | ½  | 1  | 1  | 1  | ½  | ½  | 1  | 11    | 87.50    |
| 5  | Maria Ivanka (Hongria)                 | 0 | 1 | ½ | 0 | - | ½ | ½ | 1 | ½ | 0  | 1  | ½  | ½  | 1  | 1  | 1  | 1  | 1  | 11    | 82.00    |
| 6  | Valentina Kozlovskaya (Unió Soviètica) | ½ | 0 | ½ | ½ | ½ | - | ½ | ½ | 1 | 1  | ½  | 1  | 1  | 1  | ½  | 0  | 1  | ½  | 10½   |          |
| 7  | Krystyna Hołuj-Radzikowska (Polònia)   | ½ | 1 | ½ | 0 | ½ | ½ | - | ½ | 1 | ½  | 0  | ½  | ½  | ½  | 0  | 1  | 1  | 1  | 9½    | 77.50    |
| 8  | Elisabeta Polihroniade (Romania)       | 0 | ½ | ½ | 1 | 0 | ½ | ½ | - | ½ | 1  | 1  | ½  | ½  | ½  | ½  | ½  | ½  | 1  | 9½    | 75.50    |
| 9  | Katarina Jovanović (Iugoslàvia)        | ½ | 0 | ½ | ½ | ½ | 0 | 0 | ½ | - | 1  | ½  | 1  | ½  | ½  | 1  | 1  | ½  | ½  | 9     |          |
| 10 | Olga Rubtsova (Unió Soviètica)         | 1 | 0 | ½ | 0 | 1 | 0 | ½ | 0 | 0 | -  | 1  | 0  | 1  | ½  | 0  | 1  | 1  | 1  | 8½    |          |
| 11 | Ružica Jovanović (Iugoslàvia)          | 0 | ½ | 0 | 1 | 0 | ½ | 1 | 0 | ½ | 0  | -  | ½  | ½  | 1  | 1  | ½  | ½  | 0  | 7½    | 59.25    |
| 12 | Tanja Belamaric (Iugoslàvia)           | 0 | 0 | 0 | ½ | ½ | 0 | ½ | ½ | 0 | 1  | ½  | -  | ½  | ½  | 1  | 1  | ½  | ½  | 7½    | 54.00    |
| 13 | Tereza Štadler (Iugoslàvia)            | 0 | 0 | ½ | 0 | ½ | 0 | ½ | ½ | ½ | 0  | ½  | ½  | -  | ½  | ½  | 1  | ½  | ½  | 6½    |          |
| 14 | Corry Vreeken (Països Baixos)          | 0 | ½ | 0 | 0 | 0 | 0 | ½ | ½ | ½ | ½  | 0  | ½  | ½  | -  | 1  | ½  | 0  | ½  | 5½    | 41.50    |
| 15 | Mona maig Karff (Estats Units)         | 0 | 0 | 0 | 0 | 0 | ½ | 1 | ½ | 0 | 1  | 0  | 0  | ½  | 0  | -  | ½  | ½  | 1  | 5½    | 40.75    |
| 16 | Gertrude Baumstark (Romania)           | 0 | 0 | 0 | ½ | 0 | 1 | 0 | ½ | 0 | 0  | ½  | 0  | 0  | ½  | ½  | -  | ½  | 1  | 5     | 37.00    |
| 17 | Ruth Volgl Cardoso (Brasil)            | 0 | 0 | 0 | ½ | 0 | 0 | 0 | ½ | ½ | 0  | ½  | ½  | ½  | 1  | ½  | ½  | -  | 0  | 5     | 36.25    |
| 18 | Gisela Kahn Gresser (Estats Units)     | 0 | 0 | 0 | 0 | 0 | ½ | 0 | 0 | ½ | 0  | 1  | ½  | ½  | ½  | 0  | 0  | 1  | -  | 4½    |          |

## Torneig de Candidates, 1971
Les tres primeres de l'Interzonal es reuniren amb Kushnir, la perdedora de l'anterior matx pel campionat. Aquestes quatre jugadores disputaren una sèrie de matxs eliminatoris per determinar l'aspirant al títol. Kushnir va tornar a guanyar, i obtingué el dret de reptar novament Gaprindaixvili pel títol.
|  | Semifinals            | Semifinals       |    |  | Final                     | Final |  |
|  |                       |                  |    |  |                           |       |  |
|  | Ago-Set 1971 – Minsk  |                  |    |  |                           |       |  |
|  | Alla Kushnir          | 5½               |    |  |                           |       |  |
|  | Tatiana Zatulovskaya  | 4½               |    |  |                           |       |  |
|  |                       |                  |    |  |                           |       |  |
|  |                       |                  |    |  | Nov-Des 1971 – Kislovodsk |       |  |
|  |                       |                  |    |  | Alla Kushnir              | 6½    |  |
|  |                       | Nana Aleksàndria | 2½ |  |                           |       |  |
|  |                       |                  |    |  |                           |       |  |
|  |                       |                  |    |  |                           |       |  |
|  |                       |                  |    |  |                           |       |  |
|  | Ago-Set 1971 – Bladel |                  |    |  |                           |       |  |
|  | Nana Aleksàndria      | 5½               |    |  |                           |       |  |
|  | Milunka Lazarević     | 4½               |    |  |                           |       |  |

## Matx pel títol, 1972
El matx final pel títol es va disputar a Riga el 1972. Aquest cop, Kushnir va estar més a prop que mai de vèncer Gaprindaixvili, però amb dues taules en les darreres dues partides la campiona regnant va aconseguir de mantenir el títol per un punt.
|                                      | 1 | 2 | 3 | 4 | 5 | 6 | 7 | 8 | 9 | 10 | 11 | 12 | 13 | 14 | 15 | 16 | Total |
| ------------------------------------ | - | - | - | - | - | - | - | - | - | -- | -- | -- | -- | -- | -- | -- | ----- |
| Nona Gaprindaixvili (Unió Soviètica) | 1 | 1 | 0 | 1 | ½ | 1 | ½ | 0 | 1 | ½  | 0  | ½  | ½  | 0  | ½  | ½  | 8½    |
| Alla Kushnir (Unió Soviètica)        | 0 | 0 | 1 | 0 | ½ | 0 | ½ | 1 | 0 | ½  | 1  | ½  | ½  | 1  | ½  | ½  | 7½    |